# Drużynowe Mistrzostwa Świata Strongman 2006
Drużynowe Mistrzostwa Świata Strongman 2006 – doroczne, drużynowe zawody siłaczy, rozgrywane w zespołach złożonych z czterech zawodników oraz jednego zawodnika rezerwowego, reprezentujących ten sam kraj.
Data: 1–4 sierpnia 2006 r.

Miejsce:  Ukraina

## Półfinał
Do finału zakwalifikowały się dwie najlepsze drużyny z każdej grupy.
WYNIKI PÓŁFINAŁU:
Grupa 1
| Miejsce | Kraj              | Zawodnicy                                                               | Punkty |
| ------- | ----------------- | ----------------------------------------------------------------------- | ------ |
| 1.      | Ukraina           | Kyryło Czuprynin, Wiktor Jurczenko, Mychajło Starow, Wasyl Wirastiuk    | 39     |
| 2.      | Stany Zjednoczone | Jon Andersen, Van Hatfield, Travis Ortmayer, Derek Poundstone           | 24     |
| 3.      | Wielka Brytania   | Lee Bowers, Eddy Ellwood, Adrian Rollinson, Darren Sadler, Oli Thompson | 22     |
| 4.      | Polska            | Bartłomiej Bąk, Sławomir Orzeł, Paweł Pachnik, Artur Patyk              | 15     |

Grupa 2
| Miejsce | Kraj      | Zawodnicy                                                                               | Punkty |
| ------- | --------- | --------------------------------------------------------------------------------------- | ------ |
| 1.      | Litwa     | Vidas Blekaitis, Saulius Brusokas, Vilius Petrauskas, Žydrūnas Savickas                 | 35     |
| 2.      | Rosja     | Denis Cyplienkow, Michaił Koklajew, Igor Pedan, Aleksiej Serebriakow, Michaił Sidorczew | 29     |
| 3.      | Islandia  | nieznani                                                                                | 19     |
| 4.      | Finlandia | Juha-Pekka Aitala, Juha-Matti Järvi, Jani Kolehmainen, Tomi Lotta                       | 17     |

## Finał
WYNIKI ZAWODÓW:
| Miejsce | Kraj              | Zawodnicy                                                                               | Punkty |
| ------- | ----------------- | --------------------------------------------------------------------------------------- | ------ |
| 1.      | Ukraina           | Kyryło Czuprynin, Wiktor Jurczenko, Mychajło Starow, Wasyl Wirastiuk                    | 26     |
| 2.      | Litwa             | Vidas Blekaitis, Saulius Brusokas, Vilius Petrauskas, Žydrūnas Savickas                 | 23     |
| 3.      | Stany Zjednoczone | Jon Andersen, Van Hatfield, Travis Ortmayer, Derek Poundstone                           | 11     |
| 4.      | Rosja             | Denis Cyplienkow, Michaił Koklajew, Igor Pedan, Aleksiej Serebriakow, Michaił Sidorczew | 10     |